# Zakochaj się w Rikki i Vikki
Zakochaj się w Rikki i Vikki (A Double Shot at Love with the Ikki Twins) – amerykański program reality show. Premiera pierwszego odcinka w Stanach Zjednoczonych miała miejsce 9 grudnia 2008 roku na antenie MTV, zaś w Polsce 15 marca 2009 roku na antenie MTV Polska. Jest to spin off programu reality show Zakochaj się w Tili Tequili. Gwiazdami programu były biseksualne tytułowe bohaterki – Rikki (Erica Mongeon) i Vikki (Victoria Mongeon), o których miłość walczyło 12 heteroseksualnych mężczyzn i 12 homoseksualnych kobiet. W każdym odcinku uczestnicy mieli do wykonania różne zadania, a nagrodą była randka z Rikki i Vikki. Pod koniec każdego odcinka Rikki i Vikki wybierały dwie osoby (mężczyznę i kobietę), które odpadały z programu.